# Esperanza López Astorga
Esperanza López Astorga (Villanueva del Campo, 29 de mayo de 1950) es una empresaria española, presidenta de la Asociación de Amigos de la Santina de Covadonga. 

## Vida
Poco tiempo después de nacer en la localidad zamorana de Villanueva del Campo, su familia se traslada a Asturias. Es en Gijón donde pasa la mayor parte de su vida profesional y familiar. Está casada y tiene un hijo y dos nietos.
Desde 1968 hasta 1993 desarrolla su actividad profesional en el salón de peluquería y estética Esloa. En 1996 es nombrada Jefe del área asturianoleonesa de la empresa alemana Thermomix, donde permaneció hasta 2010.
A comienzos de 2017 promueve la Asociación de Amigos de la Santina de Covadonga de la que es Presidenta. Desde entonces, dirige el voluntariado de Amigos de Covadonga, e imparte conferencias por toda España, difundiendo la devoción a Nuestra Señora de Covadonga. A través del voluntariado en Covadonga se ofrece a los peregrinos una explicación, adaptada al tiempo del que dispongan, de cada uno de los lugares que quieran conocer. Esta previsto la proyección de un vídeo que recoja toda la historia del Real Sitio de Covadonga, su significado, sin olvidar los aspectos culturales y espirituales que permanecen muy unidos en Covadonga. En el recorrido, se les indica los nuevos lugares, que antes no estaban abiertos al público, como la Colegiata, donde se ofrece una exposición de fotos del día de la Coronación de la Virgen en 1918.